# Flying High Again - The World's Greatest Tribute to Ozzy Osbourne
Flying High Again - The World's Greatest Tribute to Ozzy Osbourne es un álbum tributo publicado el 14 de marzo de 2006 por músicos y bandas de heavy metal y hard rock a manera de homenaje a la carrera del músico británico Ozzy Osbourne.

## Lista de canciones
1. "Mr. Crowley" - 4:57
2. "Shot in the Dark" - 3:39
3. "S.A.T.O." - 4:12
4. "Bark at the Moon" - 4:21
5. "Close My Eyes Forever" - 5:25
6. "Desire" - 5:55
7. "Crazy Train" - 5:16
8. "Over the Mountain" - 4:37
9. "I Don't Know" - 5:21
10. "Hellraiser" - 5:34
11. "Revelation (Mother Earth)" - 6:00
12. "Goodbye to Romance" - 7:15

## Créditos
- Pista 1: Tim Owens, Yngwie Malmsteen, Tim Bogert, Tommy Aldridge, Derek Sherinian
- Pista 2: Children of Bodom
- Pista 3: Icarus Witch, George Lynch
- Pista 4: Forever Say Die, Jeff Duncan
- Pista 5: Lita Ford
- Pista 6: Lemmy Kilmister, Richie Kotzen, Tony Franklin, Vinnie Colaiuta
- Pista 7: Dee Snider, Doug Aldrich, Tony Levin, Jason Bonham
- Pista 8: Mark Slaughter, Brad Gillis, Gary Moon, Eric Singer, Paul Taylor
- Pista 9: Jack Blades, Reb Beach, Jeff Pilson, Bobby Blotzer, Paul Taylor
- Pista 10: Joe Lynn Turner, Steve Lukather, Billy Sherwood, Jay Schellen, Paul Taylor
- Pista 11: Novembers Doom
- Pista 12: Alex Skolnick Trio